# エリック・ロメール
エリック・ロメール（Éric Rohmer、本名ジャン＝マリ・モリス・シェレール（Jean-Marie Maurice Schérer）、1920年3月21日（3月20日、4月4日説もあり） - 2010年1月11日）は、フランスの映画監督。ヌーヴェル・ヴァーグのいわばトリであり、この映画運動を代表する映画人のうちでは名声を確立したのが最もおそい。男女の恋愛模様を軽快なタッチで描く一方、文芸作品などにも取り組む。

## 来歴・人物
フランス中部コレーズ県チュールに生まれる。大学で文学を専攻し、1942年に文学教師の資格を得て、パリのリセで教鞭をとる（古典文学を教授）。その傍ら映画評論を執筆する。
1950年当時、シネクラブ・デュ・カルティエ・ラタンの機関誌『ラ・ガゼット・デュ・シネマ』を編集発行していた。そこにはジャック・リヴェット、ジャン＝リュック・ゴダール、フランソワ・トリュフォーらが執筆参加していたが、半年で廃刊して、アンドレ・バザンら左岸のもうひとつのシネクラブ「オブジェクティフ49」による『カイエ・デュ・シネマ』創刊に合流した。
1951年、バザンらによって創刊された同誌に寄稿しはじめ、後に6年間編集長をつとめる（1957年 - 1963年）。
1959年、長編第一作『獅子座』を監督し1963年に発表。クロード・シャブロルの設立した会社で製作したが、同社は遺産相続による潤沢な資金で起こしたもので、そのエピソードは本作のストーリーのモティーフとなった。
1962年、バルベ・シュレデールともに「レ・フィルム・デュ・ローザンジュ」という会社を起こし、同年、連作「六つの教訓話」を撮り始める。
- 大の飛行機嫌い。
- 小説の執筆もしていた。（『Élisabeth』1946年[要出典]）。
- 哲学者のルネ・シェレールは実の弟、息子はジャーナリストのルネ・モンザ（フランス語版）（本名ドニ・シェレール）である。

## 監督作品

### 長編映画
- 獅子座 Le Signe du lion （1959年製作、1962年公開）
- モンソーのパン屋の女の子 La Boulangère de Monceau （1963年） 短編
- シュザンヌの生き方 La Carrière de Suzanne （1963年） 中編
- コレクションする女 La Collectionneuse （1967年）
- モード家の一夜 Ma nuit chez Maud （1969年）
- クレールの膝 Le Genou de Claire （1970年）
- 愛の昼下がり L'Amour l'après-midi （1972年）

- O侯爵夫人 La Marquise d'O... （1976年）
- 聖杯伝説 Perceval le Gallois （1978年）
- 飛行士の妻 La Femme de l'aviateur （1981年）
- 美しき結婚 Le Beau Mariage （1982年）
- 海辺のポーリーヌ Pauline à la plage （1983年）
- 満月の夜 Les Nuits de la pleine lune （1984年）
- 緑の光線 Le Rayon vert （1986年）
- 友だちの恋人 L'Ami de mon amie （1987年）

- レネットとミラベル/四つの冒険 Quatre aventures de Reinette et Mirabelle （1987年）
- 春のソナタ Conte de printemps （1990年）
- 冬物語 Conte d'hiver （1992年）
- 木と市長と文化会館/または七つの偶然 L'Arbre, le Maire et la Médiathèque （1993年）
- パリのランデブー Les Rendez-vous de Paris （1995年）
- 夏物語 Conte d'été （1996年）
- 恋の秋 Conte d'automne （1998年）
- グレースと公爵 L'Anglaise et le Duc （2001年）
- 三重スパイ Triple agent （2004年）
- 我が至上の愛〜アストレとセラドン〜 Les Amours d'Astrée et de Céladon （2006年）

### 短編映画など
- Journal d'un scélérat （1950年）
- 紹介、またはシャルロットとステーキ Présentation ou Charlotte et son steak （1951年）
- Les petites filles modèles （1952年）
- ベレニス Bérénice （1954年）
- La Sonate à Kreutzer （1956年）
- ヴェロニクと怠慢な生徒 Véronique et son cancre （1958年）
- パリのナジャ Nadja à Paris （1964年）
- パリところどころ Paris vu par...：第4話「エトワール広場」 Place de l'Étoile （1965年） オムニバス映画
- パスカルについての会話 Entretien sur Pascal （1965年） 教育番組
- カール・ドライヤー Carl Dreyer （1965年） インタビュー
- ある現代の女子学生 Une étudiante d'aujourd'hui （1966年） ドキュメンタリー
- モンフォーコンの農婦 Fermière à Montfaucon （1967年） ドキュメンタリー
- ルイ・リュミエール Louis Lumière （1968年） 教育番組
- Loup, y es-tu ? （1983年）
- コーヒーを飲んで Bois ton café （1986年） ミュージック・ビデオ
- Un dentiste exemplaire （1997年）
- 背中の反り La cambrure （1999年）
- Une histoire qui se dessine （1999年）
- Le canapé rouge （2004年）

## 受賞
| 賞                                   | 年     | 部門                     | 作品                   | 結果       |
| ------------------------------------ | ------ | ------------------------ | ---------------------- | ---------- |
| ベルリン国際映画祭                   | 1967年 | 審査員特別賞             | 『コレクションする女』 | 受賞       |
| ベルリン国際映画祭                   | 1983年 | 監督賞                   | 『海辺のポーリーヌ』   | 受賞       |
| ベルリン国際映画祭                   | 1983年 | 国際映画批評家連盟賞     | 『海辺のポーリーヌ』   | 受賞       |
| ベルリン国際映画祭                   | 1992年 | 国際映画批評家連盟賞     | 『冬物語』             | 受賞       |
| フランス映画批評家協会賞             | 1969年 | 作品賞                   | 『モード家の一夜』     | 受賞       |
| フランス映画批評家協会賞             | 1971年 | 作品賞                   | 『クレールの膝』       | 受賞       |
| フランス映画批評家協会賞             | 1979年 | 作品賞                   | 『聖杯伝説』           | 受賞       |
| フランス映画批評家協会賞             | 1983年 | 作品賞                   | 『海辺のポーリーヌ』   | 受賞       |
| フランス映画批評家協会賞             | 1984年 | 作品賞                   | 『満月の夜』           | 受賞       |
| アカデミー賞                         | 1969年 | 外国語映画賞             | 『モード家の一夜』     | ノミネート |
| アカデミー賞                         | 1970年 | 脚本賞                   | 『モード家の一夜』     | ノミネート |
| ルイ・デリュック賞                   | 1970年 | -                        | 『クレールの膝』       | 受賞       |
| 全米映画批評家協会賞                 | 1970年 | 作品賞                   | 『モード家の一夜』     | 4位        |
| 全米映画批評家協会賞                 | 1970年 | 脚本賞                   | 『モード家の一夜』     | 受賞       |
| 全米映画批評家協会賞                 | 1971年 | 作品賞                   | 『クレールの膝』       | 受賞       |
| 全米映画批評家協会賞                 | 1976年 | 監督賞                   | 『O侯爵夫人』          | 3位        |
| 全米映画批評家協会賞                 | 1999年 | 外国語映画賞             | 『恋の秋』             | 受賞       |
| ニューヨーク映画批評家協会賞         | 1970年 | 脚本賞                   | 『モード家の一夜』     | 受賞       |
| ニューヨーク映画批評家協会賞         | 1971年 | 脚本賞                   | 『クレールの膝』       | 次点       |
| ニューヨーク映画批評家協会賞         | 1982年 | 外国語映画賞             | 『美しき結婚』         | 次点       |
| ゴールデングローブ賞                 | 1971年 | 外国語映画賞             | 『クレールの膝』       | ノミネート |
| ナショナル・ボード・オブ・レビュー賞 | 1971年 | 外国語映画賞             | 『クレールの膝』       | 受賞       |
| ナショナル・ボード・オブ・レビュー賞 | 1976年 | 外国語映画賞             | 『O侯爵夫人』          | 受賞       |
| サン・セバスティアン国際映画祭       | 1971年 | 最優秀映画賞             | 『クレールの膝』       | 受賞       |
| カンヌ国際映画祭                     | 1976年 | 審査員特別グランプリ     | 『O侯爵夫人』          | 受賞       |
| ボストン映画批評家協会賞             | 1983年 | 脚本賞                   | 『海辺のポーリーヌ』   | 受賞       |
| セザール賞                           | 1983年 | 脚本賞                   | 『美しき結婚』         | ノミネート |
| セザール賞                           | 1985年 | 作品賞                   | 『満月の夜』           | ノミネート |
| セザール賞                           | 1985年 | 監督賞                   | 『満月の夜』           | ノミネート |
| セザール賞                           | 1985年 | 脚本賞                   | 『満月の夜』           | ノミネート |
| セザール賞                           | 1988年 | 脚本賞                   | 『友だちの恋人』       | ノミネート |
| ヴェネツィア国際映画祭               | 1986年 | 金獅子賞                 | 『緑の光線』           | 受賞       |
| ヴェネツィア国際映画祭               | 1986年 | 国際映画批評家連盟賞     | 『緑の光線』           | 受賞       |
| ヴェネツィア国際映画祭               | 1998年 | 脚本賞                   | 『恋の秋』             | 受賞       |
| ヴェネツィア国際映画祭               | 2001年 | 栄誉金獅子賞             | -                      | 受賞       |
| ダヴィッド・ディ・ドナテッロ賞       | 1990年 | ルキノ・ヴィスコンティ賞 | -                      | 受賞       |
| ヨーロッパ映画賞                     | 1995年 | 作品賞                   | 『パリのランデブー』   | ノミネート |
| ヨーロッパ映画賞                     | 2001年 | 監督賞                   | 『グレースと公爵』     | ノミネート |

## 訳書
- 『美の味わい』 梅本洋一・武田潔訳、勁草書房、1988年
- 『六つの本心の話』 細川晋訳、早川書房、1996年
- 『四季の恋の物語』 中条志穂・松岡葉子・山岸貴久美訳、愛育社、1999年
- クロード・シャブロル共著『ヒッチコック』 木村建哉・小河原あや訳、インスクリプト、2015年

## 関連文献
- 蓮實重彦「パリの実践的映画　meets エリック・ロメール」（インタヴュー）『映画狂人のあの人に会いたい』所収、平凡社、2002年
- 魚住桜子「エリック・ロメールのために」（インタヴュー）『映画の声を聴かせて』所収、森話社、2021年
- 『エリック・ロメール　ある映画作家の生涯』水声社、2025年

アントワーヌ・ド・ベック／ノエル・エルプ / 坂巻康司、寺本成彦、寺本弘子、永田道弘訳